# Sarki erdeipocok
A sarki erdeipocok (Myodes rutilus, korábban Clethrionomys rutilus) az emlősök (Mammalia) osztályának rágcsálók (Rodentia) rendjébe, ezen belül a hörcsögfélék (Cricetidae) családjába és a pocokformák (Arvicolinae) alcsaládjába tartozó faj.
Az állat a Myodes nem típusfaja.

## Élőhelye
A sarki erdeipocok Skandinávia legészakibb tájain a nyíresek lakója, ahol főként a sűrű aljnövényzetben és a beékelődött tűlevelű fiatalosokban tartózkodik. Az állat még előfordul Alaszkában, Kanada északi részén és Oroszország sarkköri területein.

## Megjelenése
Az állat kisebb a vöröshátú erdeipocoknál (Myodes glareolus), és sokkal rövidebb farka van. Hasoldala krémszínű. Füle jól kiáll a bundából.